# Selorejo (Baureno)
Selorejo is een bestuurslaag in het regentschap Bojonegoro van de provincie Oost-Java, Indonesië. Selorejo telt 2277 inwoners (volkstelling 2010).